# Eparchie Beirut (Chaldäer)
Die Eparchie Beirut (lat.: Eparchia Berytensis Chaldaeorum) ist eine im Libanon gelegene Eparchie der chaldäisch-katholischen Kirche mit Sitz in Beirut.

## Geschichte
Mit der Apostolischen Konstitution Etsi taeterrima  gründete Papst Pius XII. am 3. Juli 1957 sie aus Gebietsabtretungen der aufgelösten Eparchie Gazireh.

## Bischöfe von Beirut
- Gabriel Naamo (28. Juni 1957 – 12. Februar 1964, gestorben)
- Gabriel Ganni  (12. Februar 1964 – 2. März 1966, dann Koadjutorerzbischof von Basra)
- Raphael I. Bidawid (2. März 1966 – 21. Mai 1989, dann Patriarch von Babylon)
- Michel Kassarji, seit dem 12. Januar 2001